# Li Peng
Li Peng (în chineză: 李鹏; pinyin: Lĭ Péng; n. 20 octombrie 1928, Shanghai, Republica Chineză – d. 22 iulie 2019, Beijing, Republica Populară Chineză) a fost un politician chinez, președinte al Congresului Popular Național din 1998 până în 2003 și Prim Ministru al Republicii Populare Chineze din 1987 până în 1998.

## Biografie
Li Peng s-a născut în localitatea  Chengdu din  provincia Sichuan în familia scriitorului  Li Shuoxun. Tatăl lui a fost unul dintre primii activiști ai Partidului Comunist Chinez și unul dintre primii martiri ai revoluției comuniste. Li Peng a rămas orfan la doar trei ani după ce tatăl a  fost executat de Kuomintang. A fost adoptat de familia Zhou Enlai. Zhou Enlai a fost alături de Mao Zedong cea mai importantă figură a partidului Comunist Chinez. Li Peng intră în 1945 în rândul membrilor partidului comunist.
A vizitat România în 1994 când a purtat discuții cu Ion Iliescu și cu ministrul comerțului, Cristian Ionescu, pentru dezvoltarea relațiilor economice româno-chineze.

## Viața privată
Li Peng a fost căsătorit și a avut doi băieți și o fată.
Prin intermediul fiicei sale Li Xiaolin au fost transferate resurse financiare din China în străinătate prin înființarea unor firme offshore. În 2005 au fost înființate firmele „Tianwo Development Ltd.“ și „Tianwo Holdings Ltd.“ pe  Insulele Virgine Britanice.